# 哌啶四硫代钨酸盐
哌啶四硫代钨酸盐是哌啶形成的一种盐，化学式为(C5H10NH2)2WS4。它可由四硫代钨酸铵和哌啶在水溶液中加热反应得到，生成的氨由氮气吹出。

## 用途
哌啶四硫代钨酸盐可用于环状二硫化物的合成，如让碳链上两个位置的卤素被两个硫取代之后成环。